# Chiesina Uzzanese
Chiesina Uzzanese là một đô thị ở tỉnh Pistoia trong vùng Tuscany, có vị trí cách khoảng 45 km về phía tây của Florence và khoảng 20 km về phía tây nam của Pistoia. Tại thời điểm 31 tháng 12 năm 2004, đô thị này có dân số 4.139 và diện tích 7,2 km².
Đô thị Chiesina Uzzanese có các frazioni (các đơn vị cấp dưới, chủ yếu là các làng) Capanna, Chiesanuova, and Molin Nuovo.
Chiesina Uzzanese giáp các đô thị: Altopascio, Buggiano, Fucecchio, Montecarlo, Pescia, Ponte Buggianese, Uzzano.